# Paul Chenailler
Paul Chenailler, plus connu sous le pseudonyme de Colonel Morice est né à Paris le 6 mai 1904 et mort à Quéven (département du Morbihan) le 18 juin 1960. Durant l’Occupation, il est responsable de la Résistance dans le Morbihan et devient Compagnon de la Libération par décret du 19 octobre 1945.

## Biographie
En 1940, au début de la Seconde Guerre mondiale, il est capitaine au long cours et lieutenant de vaisseau de réserve. Après des missions de reconnaissance au Havre (Normandie), il rejoint Cherbourg où il prend le commandement d'un chalutier réquisitionné comme "arraisonneur-dragueur", le Marie-Gilberte II (AD 158) et appareille pour Casablanca au Maroc. En 1941, il est démobilisé et rapatrié en métropole, affecté au Ravitaillement général du Morbihan, il s’engage immédiatement dans la Résistance. C’est après l’arrestation par les Allemands, du commandant Maurice Guillaudot, dont il assume dès lors les responsabilités, qu’il prend le pseudonyme de « Morice ». En tant que commandant départemental (grade de colonel) de l’Armée secrète, il rassemble et organise les différentes forces et parvient à la fusion de l’Armée secrète et des FTP pour former les FFI. Il commande une armée qui va compter jusqu’à 12 000 résistants.
Tout au long de l’hiver 1943-1944, il récupère de nombreux parachutages d’armes. À partir du 6 juin 1944, au moment du Débarquement de Normandie, les parachutages s’intensifient à Saint-Marcel, près de Malestroit, armes mais aussi soldats du 4e bataillon d’Infanterie de l’Air (2e RCP / 4e SAS). Le 18 juin, le maquis de Saint-Marcel est attaqué par les Allemands, mais les parachutistes du Special Air Service et maquisards parviennent à contenir les attaques et à se replier la nuit venue. En août, après la liaison avec troupes alliées, il est sur le front de Lorient et de la Vilaine, avec le général Borgnis-Desborde.
À la fin de la guerre, il est promu au grade de capitaine de frégate, tout en étant lieutenant-colonel de l’Armée de terre. Il est le fondateur-directeur du quotidien La Liberté du Morbihan (tirage : 22 000 exemplaires en 1954), essentiellement diffusé sur Lorient et sa région.
Il est inhumé à Vannes au cimetière de Boismoreau.

## Distinctions
- Officier de la Légion d'honneur (1952)[2]
- Compagnon de la Libération par décret du 19 octobre 1945[3]
- Croix de guerre 1939–1945
- Médaille commémorative française de la guerre 1939–1945 (Atlantique)
- Médaille commémorative des services volontaires dans la France libre
- Bronze Star Medal (USA)
- Ordre de l'Empire britannique à titre militaire (officier)
- Chevalier de l'Étoile noire

## Sources